# National Elk Refuge
Das National Elk Refuge ist ein National Wildlife Refuge im Tal Jackson Hole im Westen des US-Bundesstaates Wyoming. Das 10.000 Hektar (100 km²) große Schutzgebiet wurde im Jahr 1912 gegründet und bildet einen Rückzugsort für eine der größten Wapitiherden Nordamerikas. Das National Elk Refuge liegt nordöstlich der Kleinstadt Jackson im Teton County und wird vom United States Fish and Wildlife Service verwaltet. Es grenzt im Nordwesten an den Grand-Teton-Nationalpark sowie im Osten an den Bridger-Teton National Forest und bildet einen zentralen Teil des Größeren Yellowstone-Ökosystems.

## Geographie

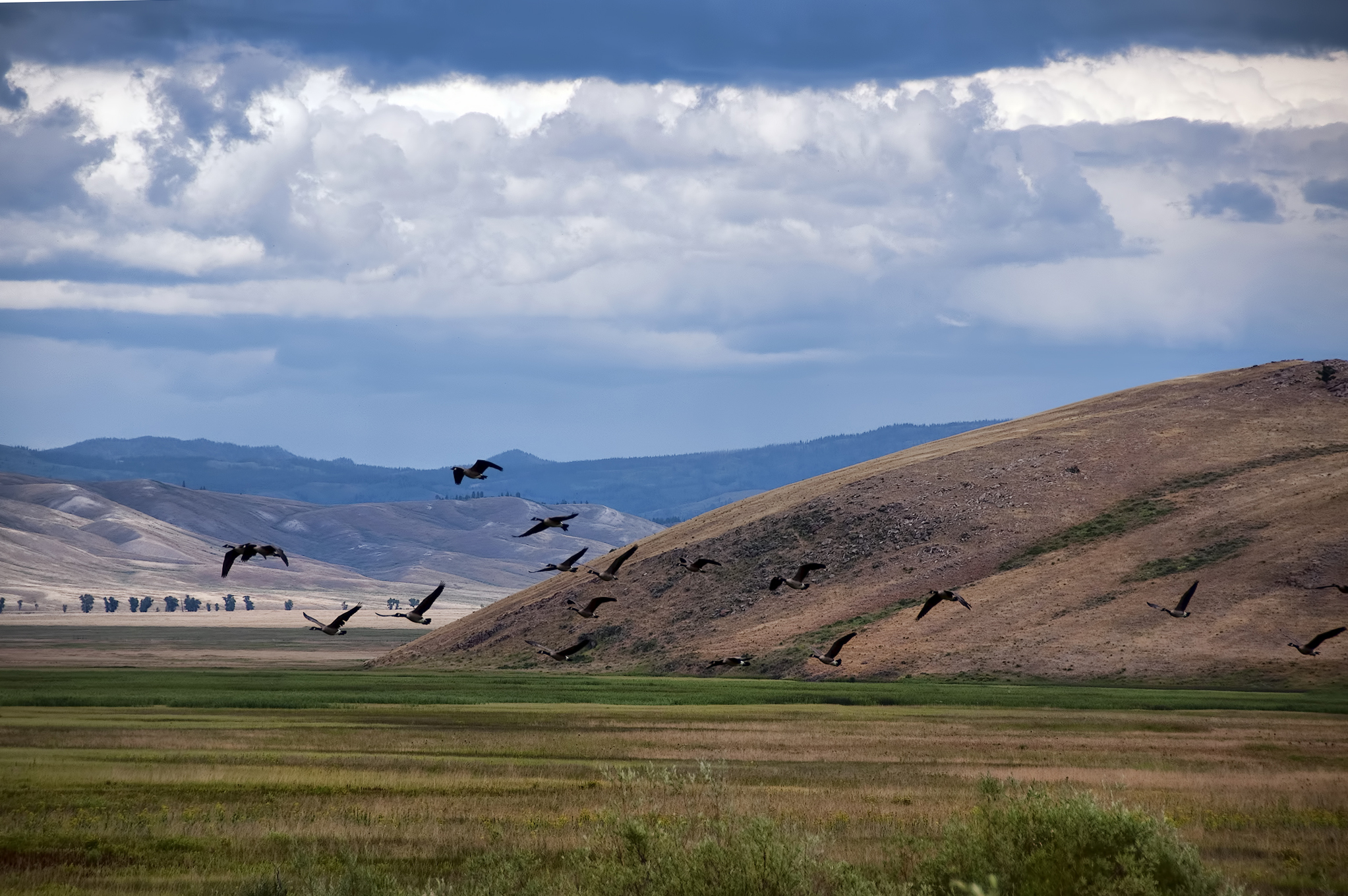
Kanadagänse über dem Feuchtgebiet unweit der Miller Butte

Das National Elk Refuge umfasst eine knapp 100 km² große Fläche im südöstlichen Teil des von Süd nach Nord verlaufenden und vom Snake River durchflossenen Tals Jackson Hole im südlichen Teton County in den nördlichen Ausläufern der Gros Ventre Range. Begrenzt wird das Schutzgebiet im äußersten Südwesten durch die Stadt Jackson sowie im Westen durch die hier gebündelt verlaufenden U.S. Highways 26, 89 und 191. Der Gros Ventre River, der in der Gros Ventre Wilderness entspringt und nach rund 70 km nördlich von Jackson in den Snake River mündet, markiert die Nordgrenze des Wildlife Refuges. Nördlich des Flusses schließt sich unmittelbar der Grand-Teton-Nationalpark an. Auch die Ortschaft Kelly liegt direkt nördlich des Schutzgebiets am anderen Ufer des Gros Ventre River. Im Osten grenzt das National Elk Refuge an Teile des Bridger-Teton National Forest sowie der darin befindlichen Gros Ventre Wilderness. Die Landschaft des Refugiums besteht hauptsächlich aus sanften Hügeln und Tälern, die von kleinen Bächen wie Flat Creek oder Nowlin Creek durchflossen werden. Der Flat Creek bildet im südwestlichen Teil das Feuchtgebiet Elk Exhibition Pasture, das auf natürliche Weise durch die steil aufragenden Inselberge Miller Butte und East Gros Ventre Butte begrenzt wird. Umgeben wird das Gebiet durch die schroffen Gipfel der Gros Ventre Range im Süden und vor allem der Teton Range im Nordwesten.

## Geschichte
Bereits seit rund 11.000 Jahren siedelten Menschen im Gebiet des heutigen National Elk Refuge und des Tals Jackson Hole und trugen so zu einer vielfältigen Geschichte und einer vielfältigen Nutzung des Landes und der Ressourcen bei. Über mehrere Jahrtausende hinweg nutzten indigene Völker das Land saisonal und folgten den Herden von Bisons, Dickhornschafen und Wapitis zu ihren Sommer- und Wintergebieten. Zu den indigenen Völkern, die das Gebiet des National Elk Refuge sowie die Gebiete und Gewässer des Größeren Yellowstone-Ökosystems insgesamt seit jeher nutzten, gehören unter anderem die Crow, Arapaho, Cheyenne und Ute-Völker, sowie die Indianerstämme der Bannock, Gros Ventre, Kootenai, Lakota, Cayuse, Umatilla, Assiniboine, Nez Perce oder Blackfoot.
Zu Beginn des 20. Jahrhunderts kamen westliche Siedler im Tal an und hatten die Absicht, sich dauerhaft in Jackson Hole niederzulassen. Die rasche Besiedlung führte zu einer Landentwicklung und einer wachsenden Infrastruktur, die die historischen Migrationsrouten und Überwinterungsgebiete der Wapitis massiv beeinflusste. Der eingeschränkte Lebensraum und kalte Winter führten zum Hungertod Tausender Wapitis. Infolgedessen starteten die Bewohner von Jackson Hole eine Kampagne zum Schutz der Wapitis, die landesweite Aufmerksamkeit erlangte. Im Jahr 1912 verabschiedete der US-Kongress ein Gesetz zur Ausweisung eines „Winter-Wild-Reservats“ und gründete damit das National Elk Refuge.

## Fauna

### Wapitis
Die Wapitis, die im National Elk Refuge überwintern, migrieren aus nördlichen und höher gelegenen Gebieten des Größeren Yellowstone-Ökosystems nach Jackson Hole, teilweise sogar aus dem südlichen Yellowstone-Nationalpark. Die Migration aus dem Yellowstone-Nationalpark ist, nach der Wanderung von Gabelböcken zwischen Jackson Hole und dem Green River Basin, die zweitlängste Migration von Huftieren in den Contiguous United States. Historisch gesehen wanderten sie bereits im Herbst in das Gebiet des heutigen Schutzgebiets und weiter in den Südwesten Wyomings, wo sie auf weiten Ebenen wie der Red Desert oder dem Bighorn Basin überwinterten. Diese Ebenen waren wettergeschützt erhielten weniger Schnee als das Tal Jackson Hole. Im Frühling folgte die Herde dem zurückweichenden Schnee und den wachsenden Gräsern zurück in die Region des Yellowstone-Nationalparks. Die ursprüngliche Größe der Wapitiherde wurde auf über 25.000 Tiere geschätzt. Diese ursprünglichen Migrationsrouten der Wapitis wurden bis zum Ende des 19. Jahrhunderts durch die Entwicklung der Stadt Jackson und einiger umliegender Siedlungen stark beeinflusst. Die Wapitiherde wurde aufgrund des lebensfeindlichen Klimas und der mangelnden Nahrungsversorgung sowie des zunehmenden Jagdverhaltens seitens der Siedler und der umliegenden Indianerstämme stark verkleinert. Heute sind Wapitis im Refugium normalerweise von Mitte Dezember bis Anfang April zu sehen. Von Oktober bis Dezember treibt der zunehmende Schneefall die Wapitis aus hochgelegenen Sommergebieten hinab ins Tal, um in tiefer gelegenen Gebieten in Jackson Hole Nahrung und Schutz zu suchen. Im Spätfrühling beginnen die Tiere mit der Wanderung zurück in Richtung ihrer Sommergebiete. Die meisten Wapitis folgen der abnehmenden Schneegrenze bis in höhere Lagen im Grand-Teton-Nationalpark und im Bridger-Teton National Forest.

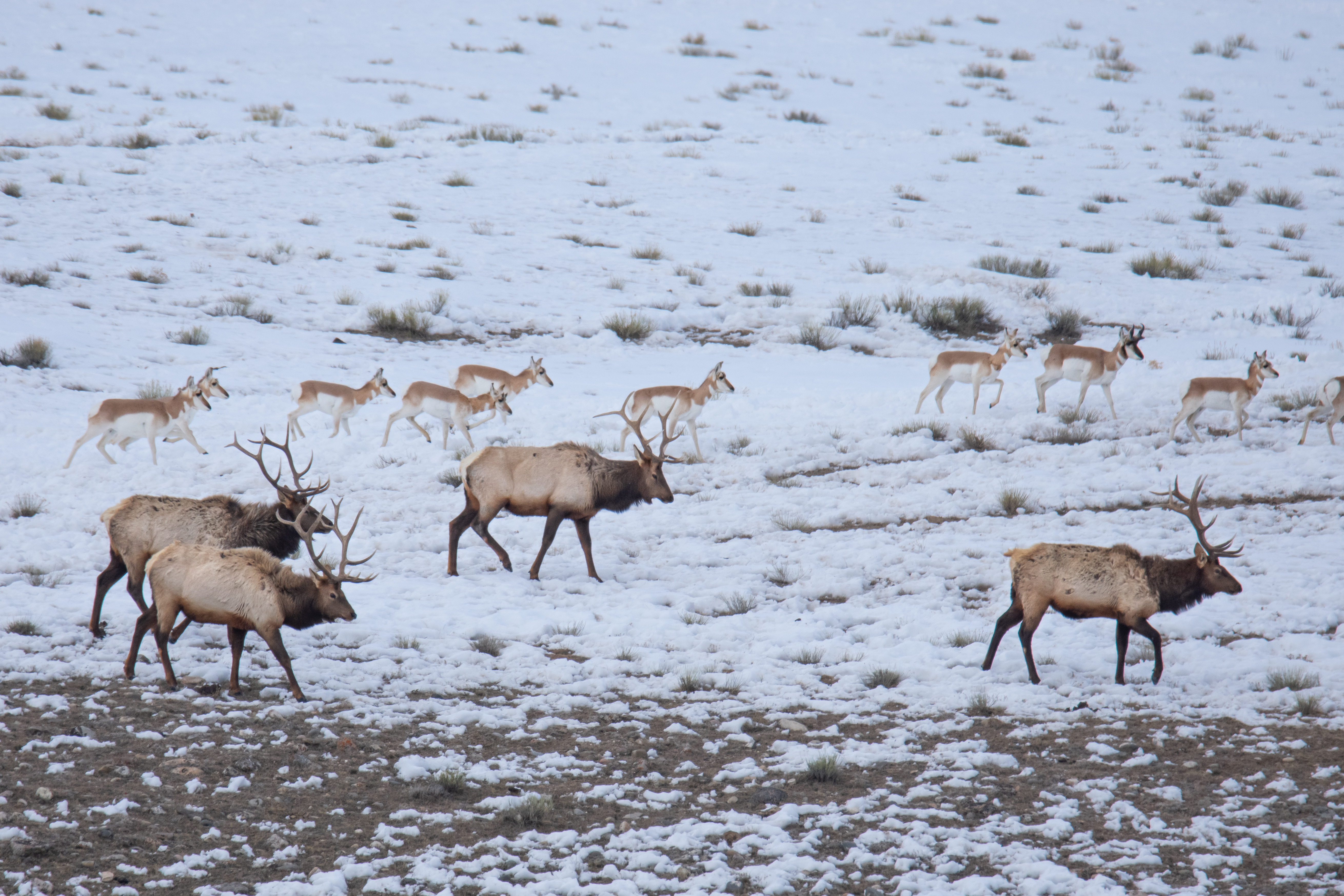
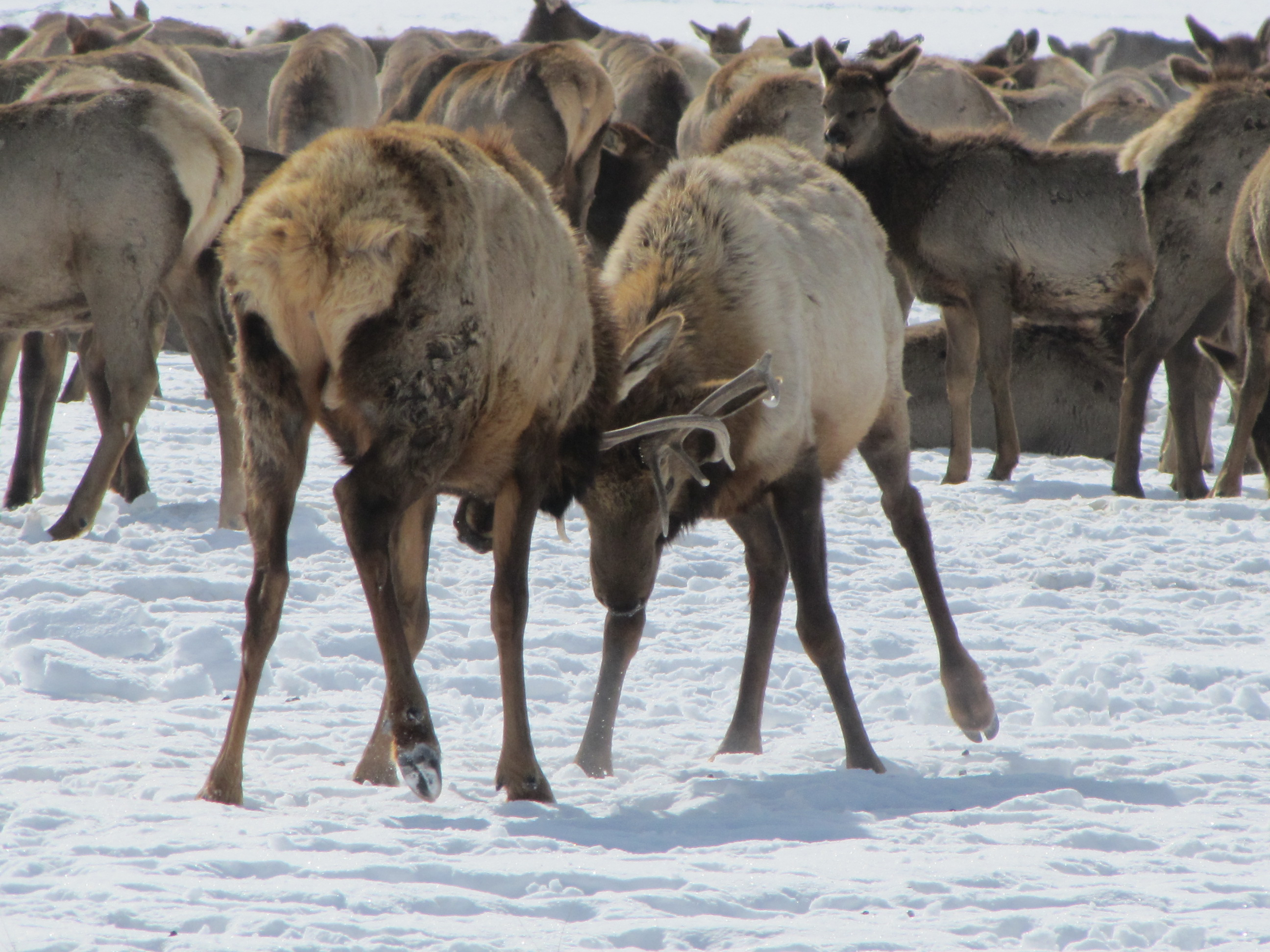
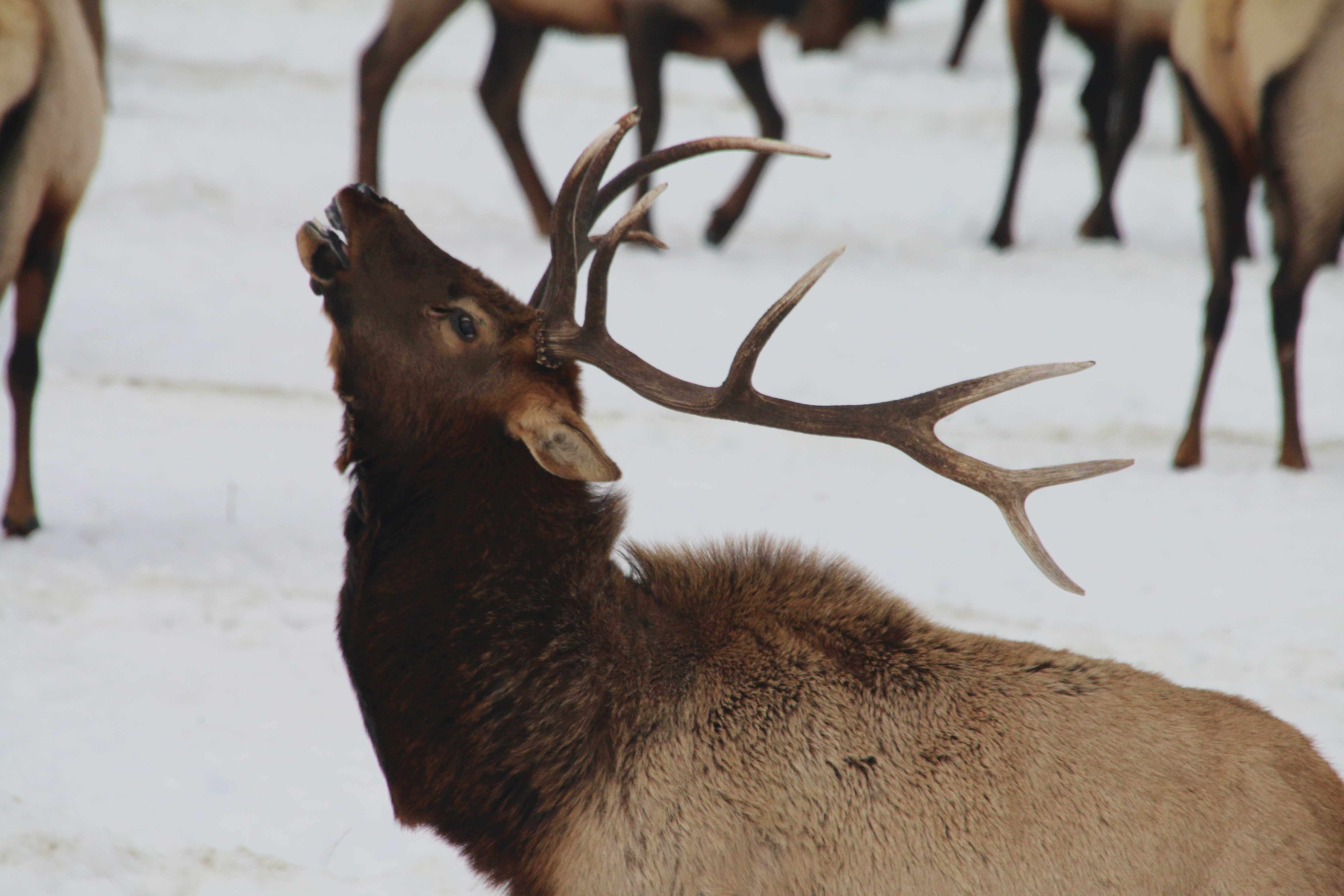
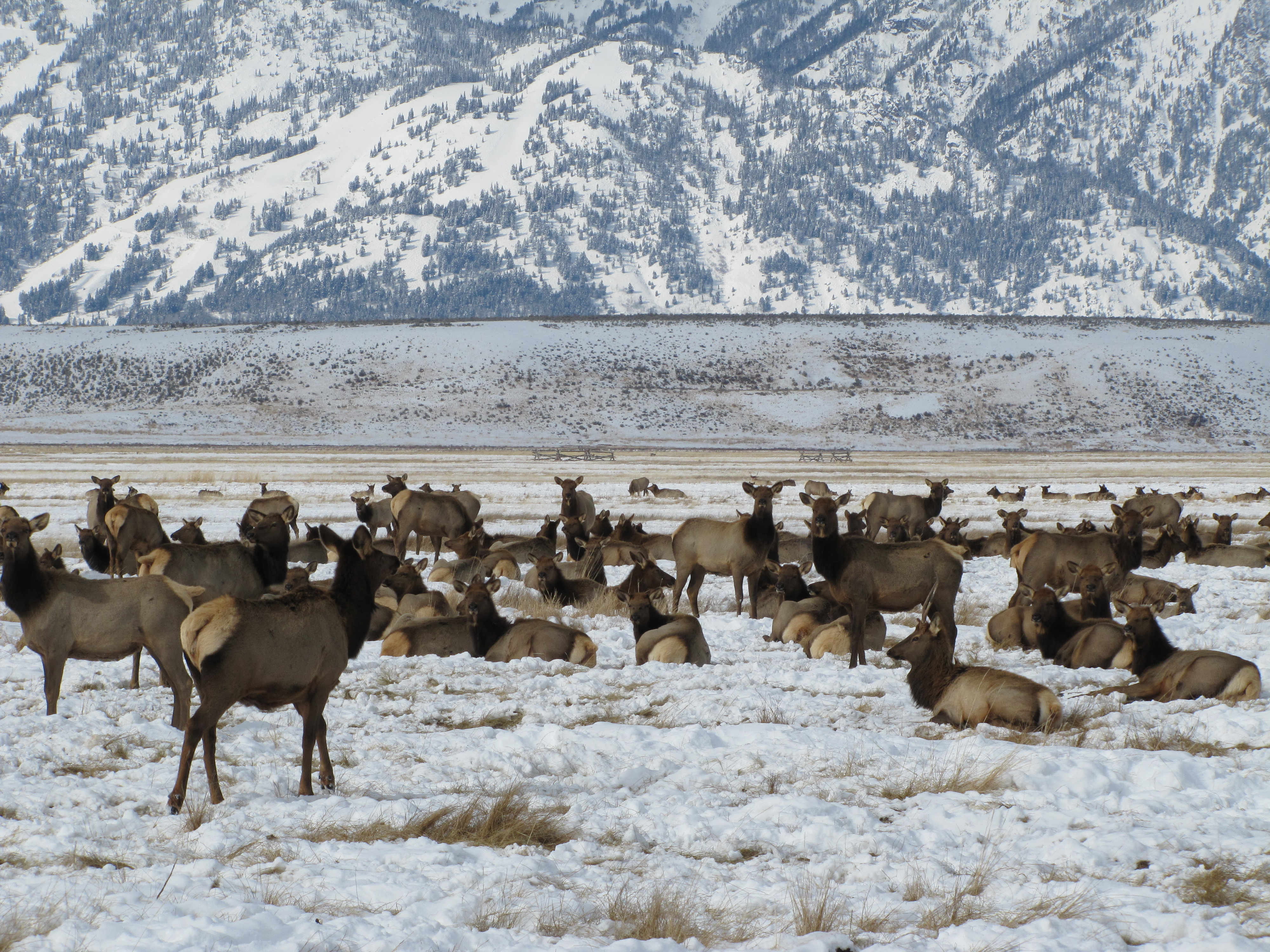
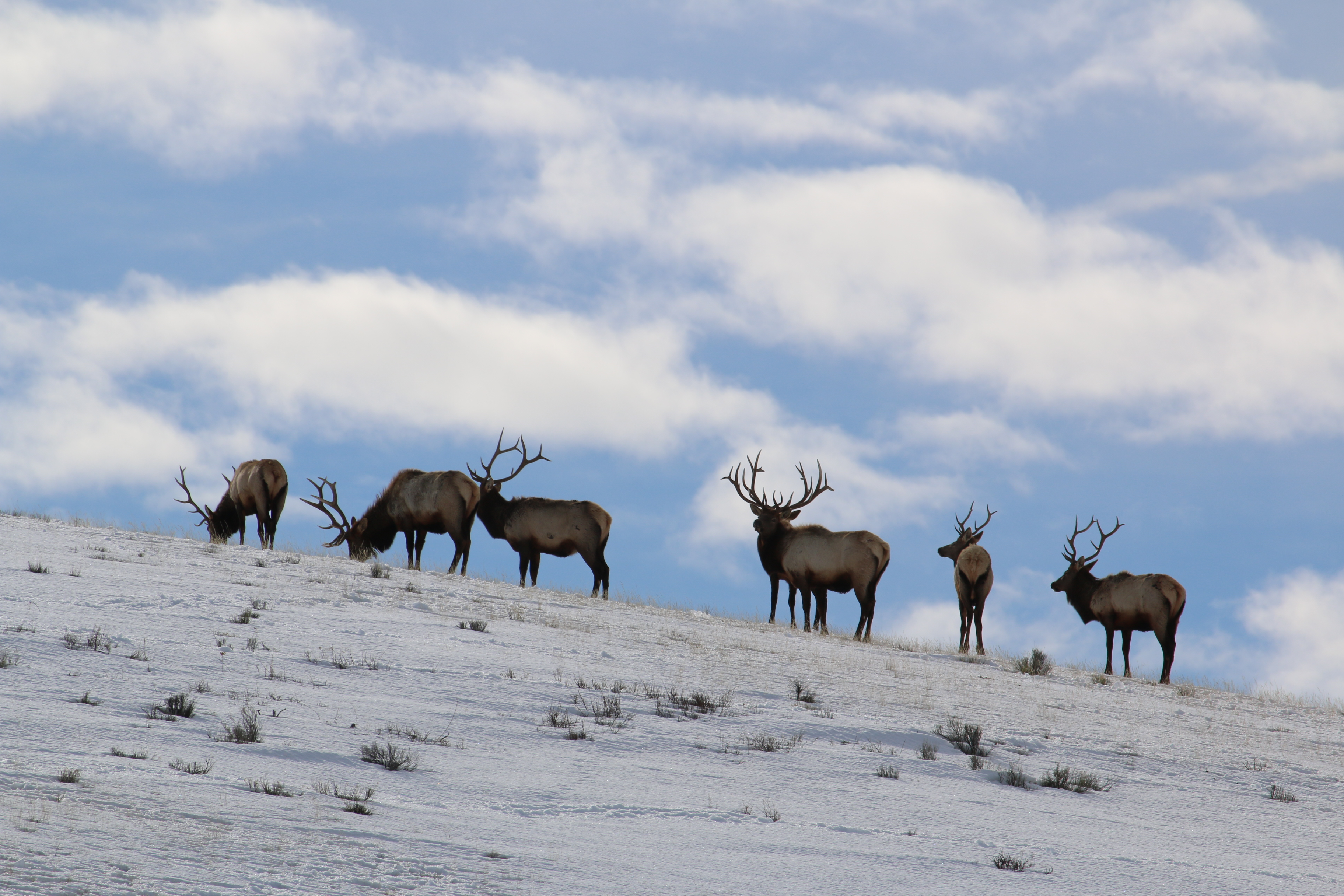

### Weitere Säugetiere
Neben den im National Elk Refuge überwinternden Wapitiherden dient das Schutzgebiet auch als Rückzugsort für selten gewordene Tierarten. Die größte einzelne Bisonherde unter Bundesverwaltung, bestehend aus mehr als 1000 Individuen, überwintert ebenfalls im National Elk Refuge. Zudem sind im Park Dickhornschafe (Ovis canadensis), Gabelböcke (Antilocapra americana) und Maultierhirsche (Odocoileus hemionus) heimisch. Gelegentlich werden auch Mackenzie-Wölfe (Canis lupus occidentalis) und Grizzlybären (Ursus arctos horribilis) gesichtet. Weitere Säugetierarten, die sich im National Elk Refuge finden, sind der Kojote (Canis latrans) sowie der Rotfuchs (Vulpes vulpes). Insgesamt 47 Säugetierarten wurden im Schutzgebiet dokumentiert.

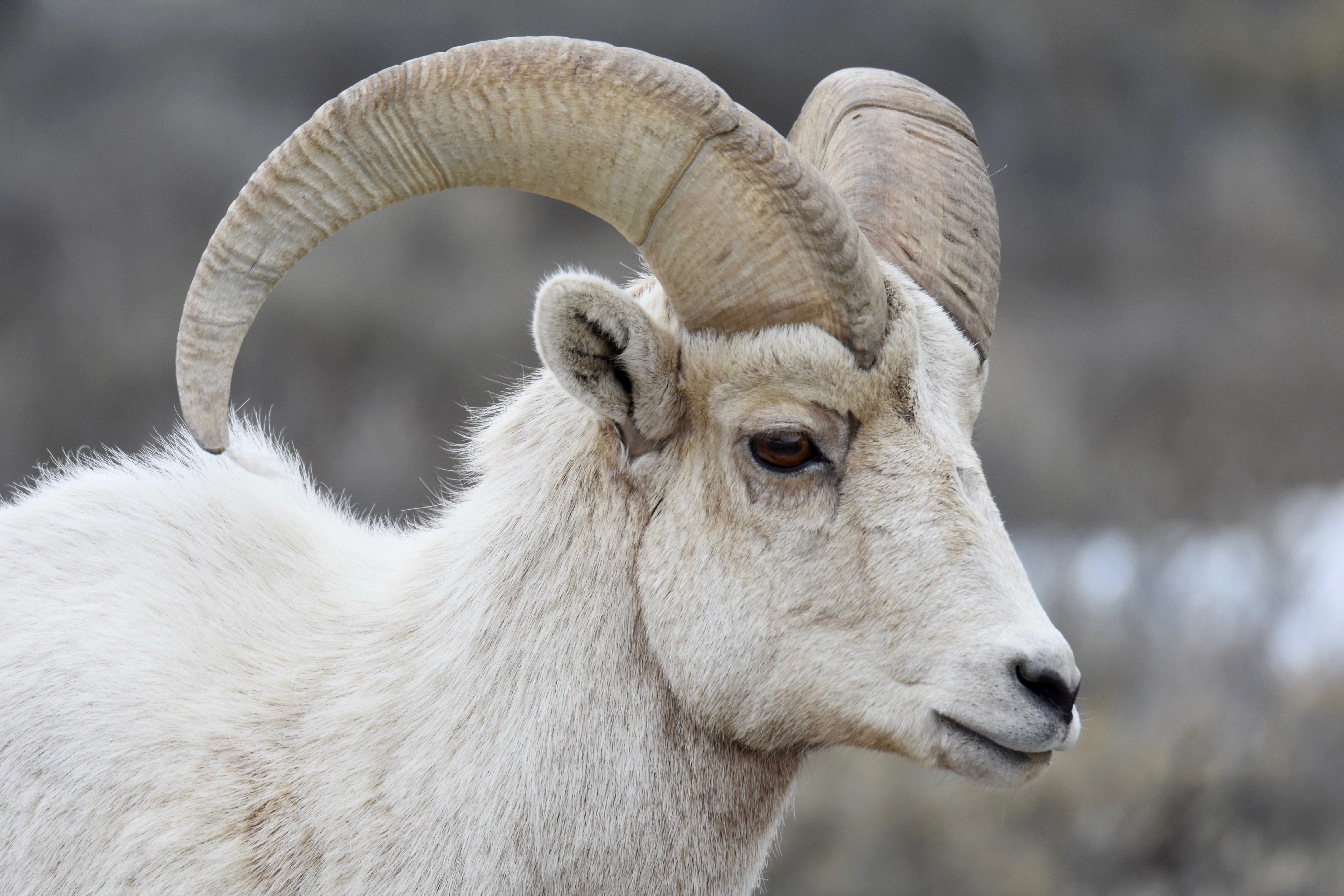
Dickhornschaf (Ovis canadensis)
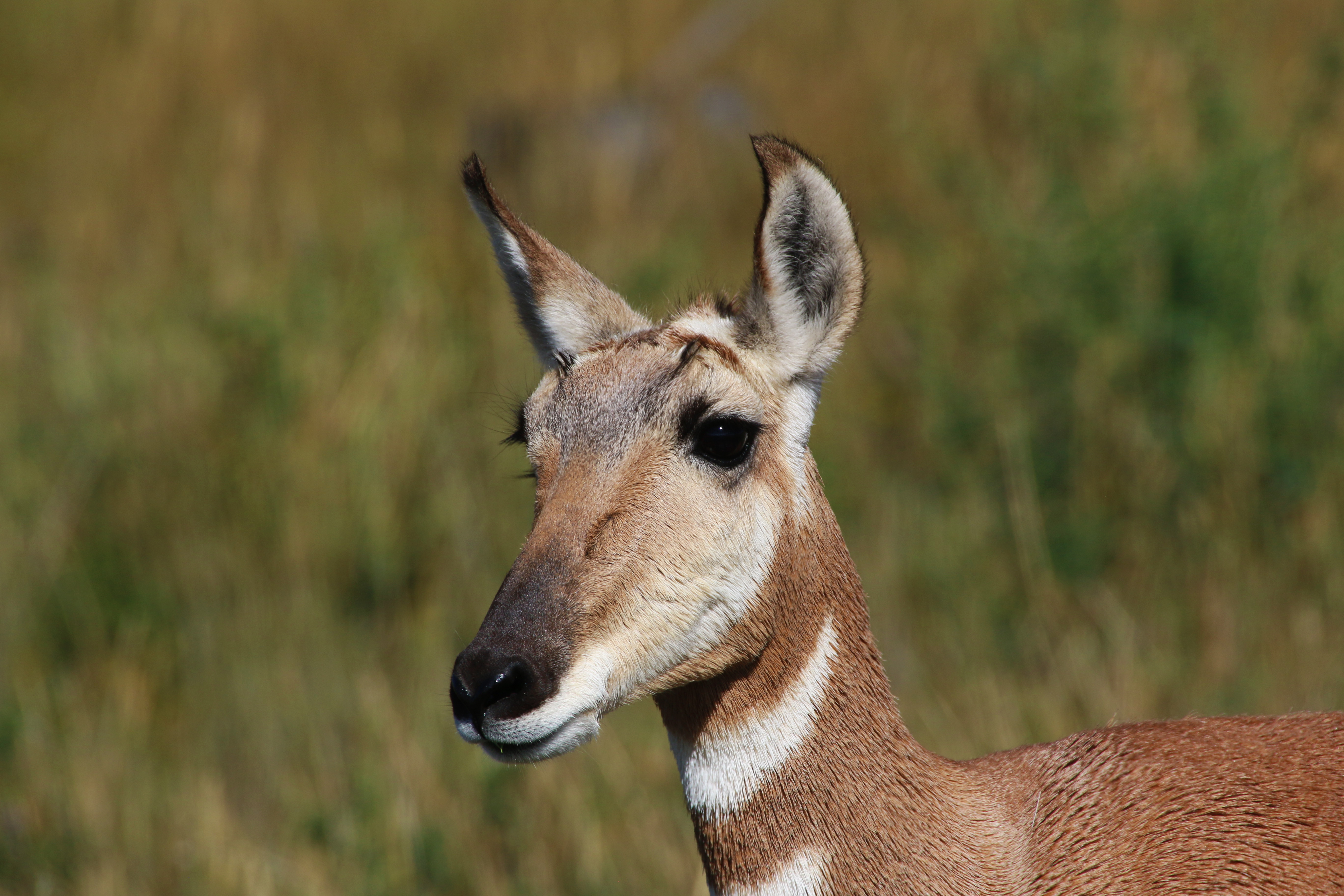
Gabelbock (Antilocapra americana)
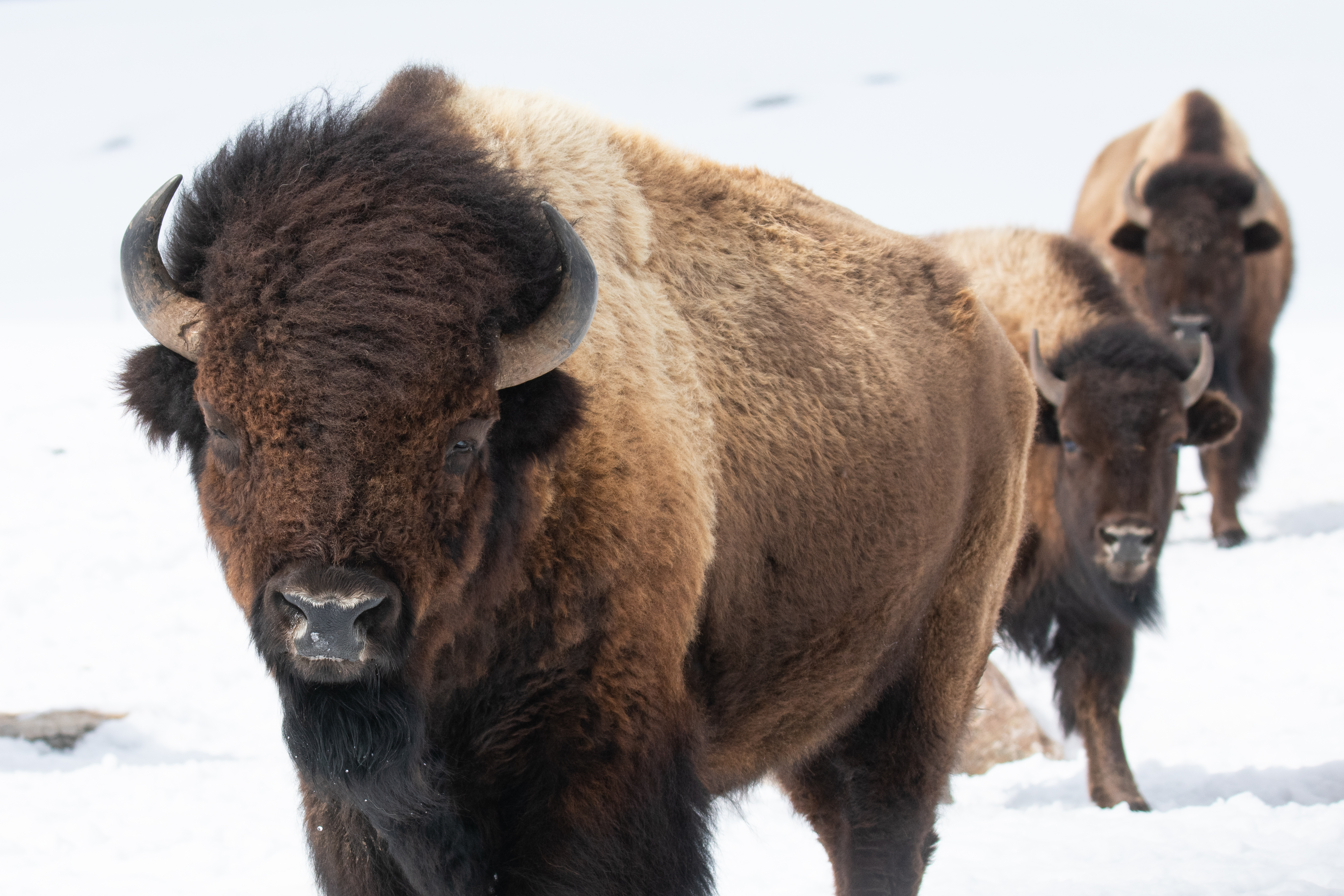
Amerikanischer Bison (Bos bison)
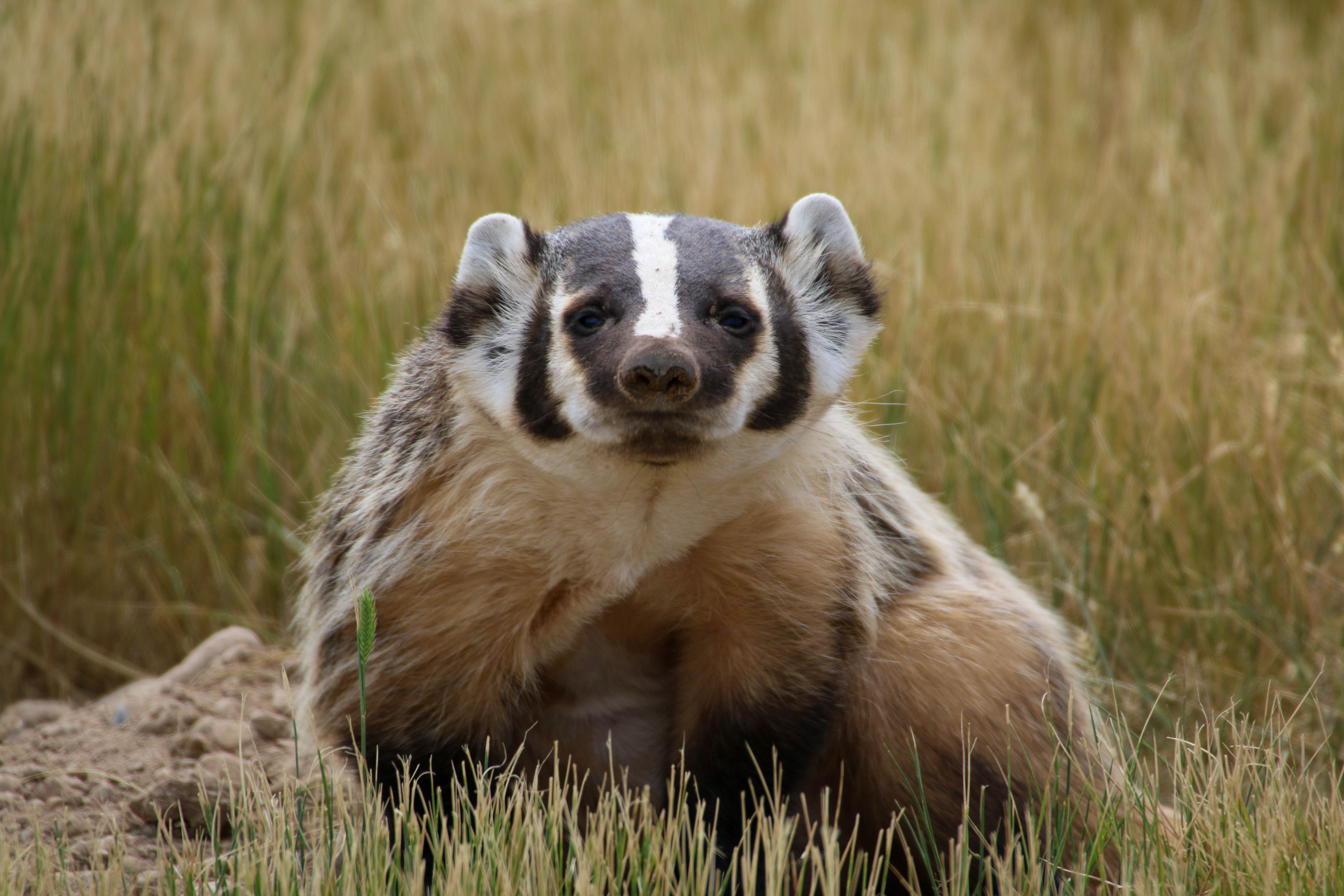
Silberdachs (Taxidea taxus)
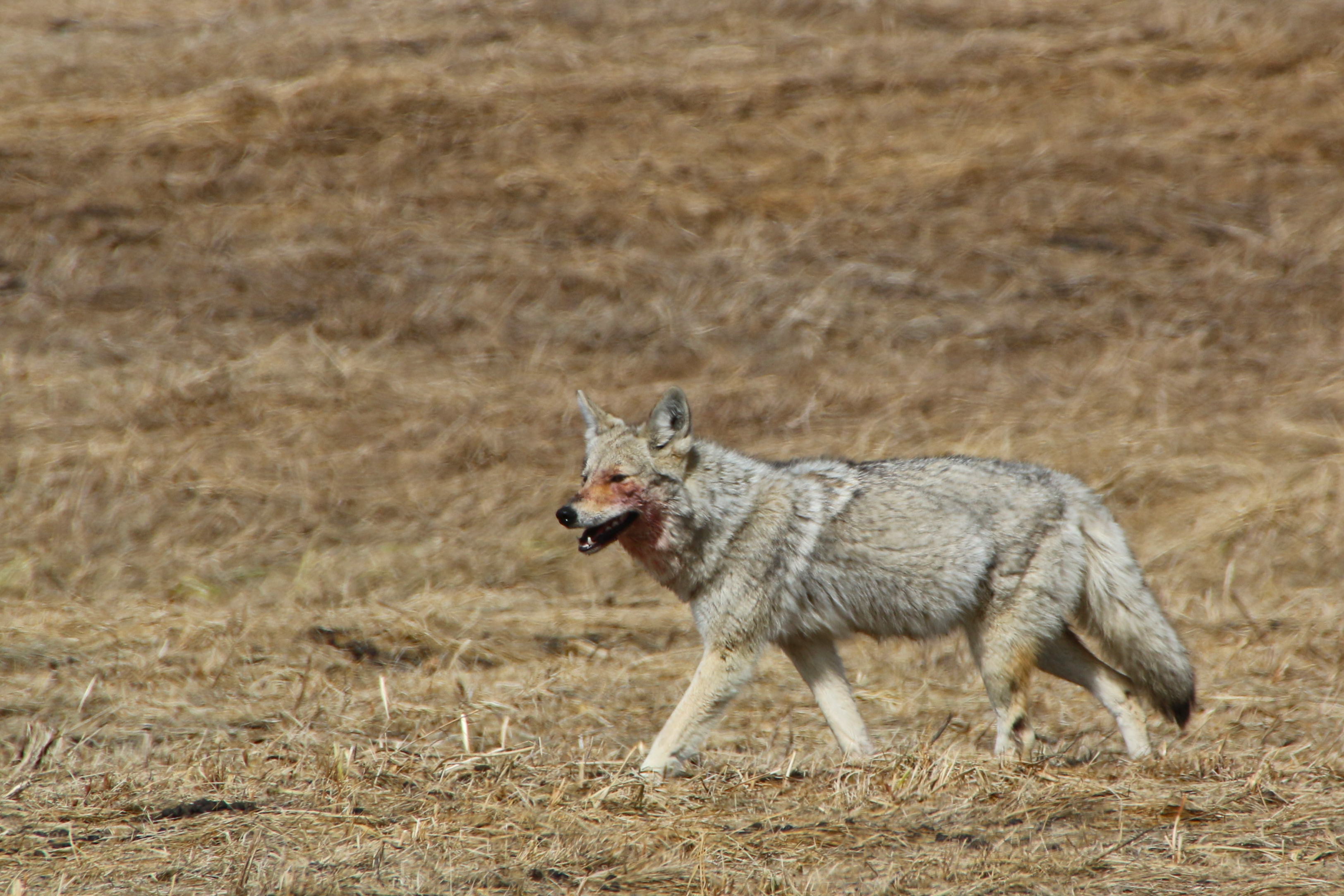
Kojote (Canis latrans)

### Vögel
Zu den am häufigsten vorkommenden Vögeln im National Elk Refuge gehören Rotflügelstärlinge (Agelaius phoeniceus), Elstern (Pica pica), Krähen und Raben sowie Trompeterschwäne (Cygnus buccinator), die am Flat Creek zu finden sind, der aus dem Wildlife Refuge nach Süden in die Stadt Jackson fließt. Zudem finden sich regelmäßig Weißkopfseeadler (Haliaeetus leucocephalus), Amerikanische Brachvögel (Numenius americanus), Rotschwanzbussarde (Buteo jamaicensis) und Spießenten (Anas acuta). Insgesamt wurden im National Elk Refuge 147 Vogelarten dokumentiert.

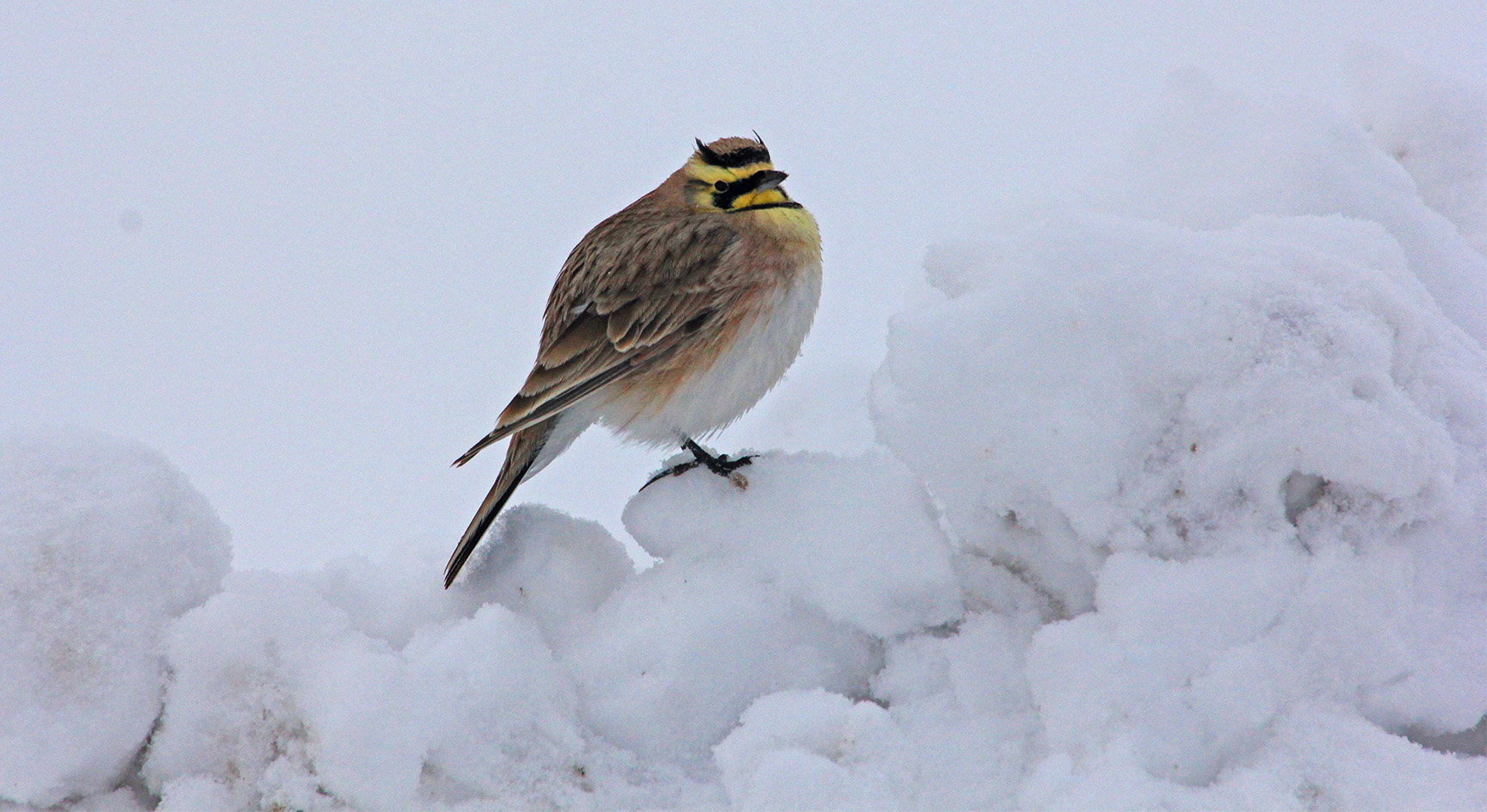
Ohrenlerche (Eremophila alpestris)
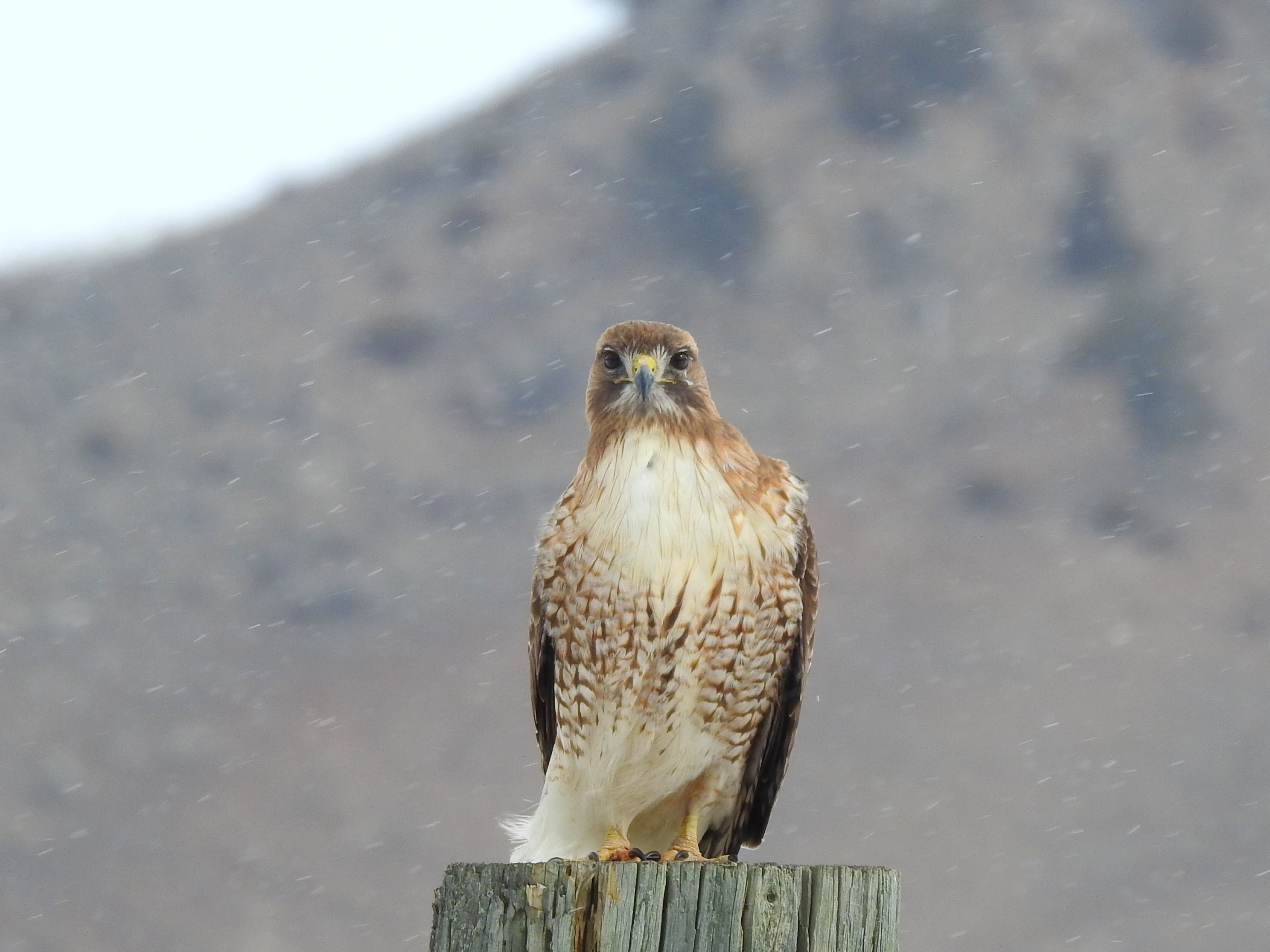
Rotschwanzbussard (Buteo jamaicensis)
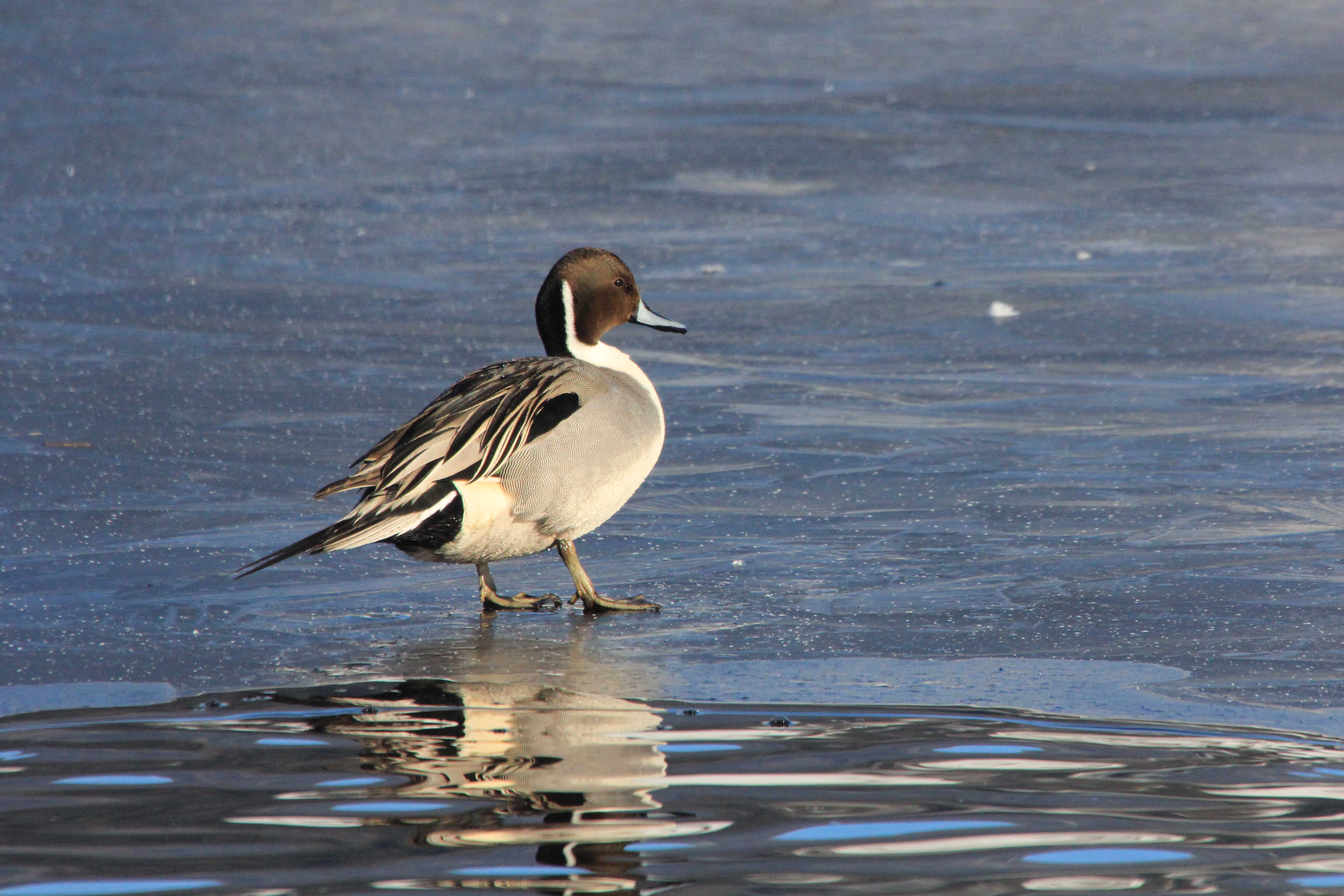
Spießente (Anas acuta)
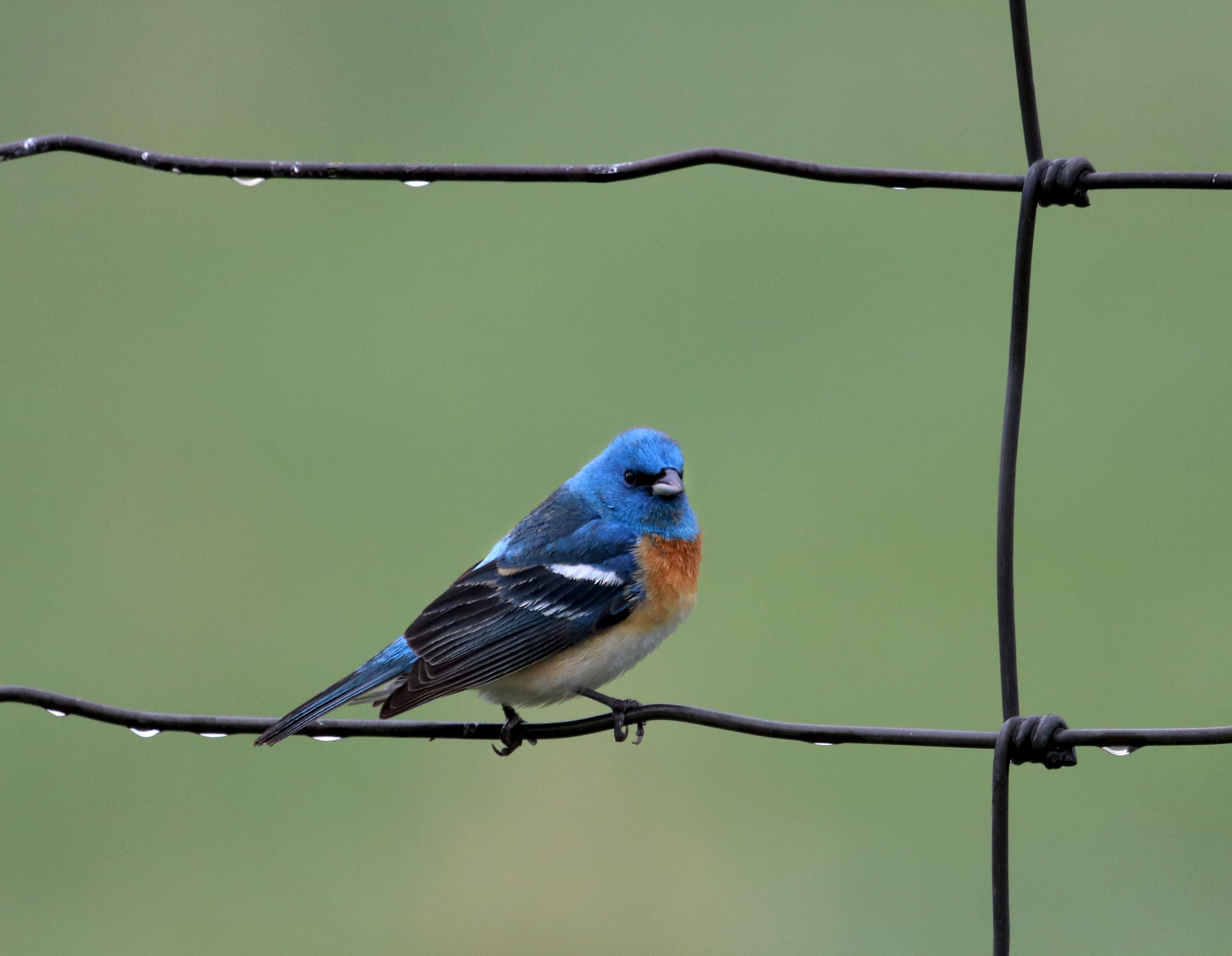
Lazulifink (Passerina amoena)
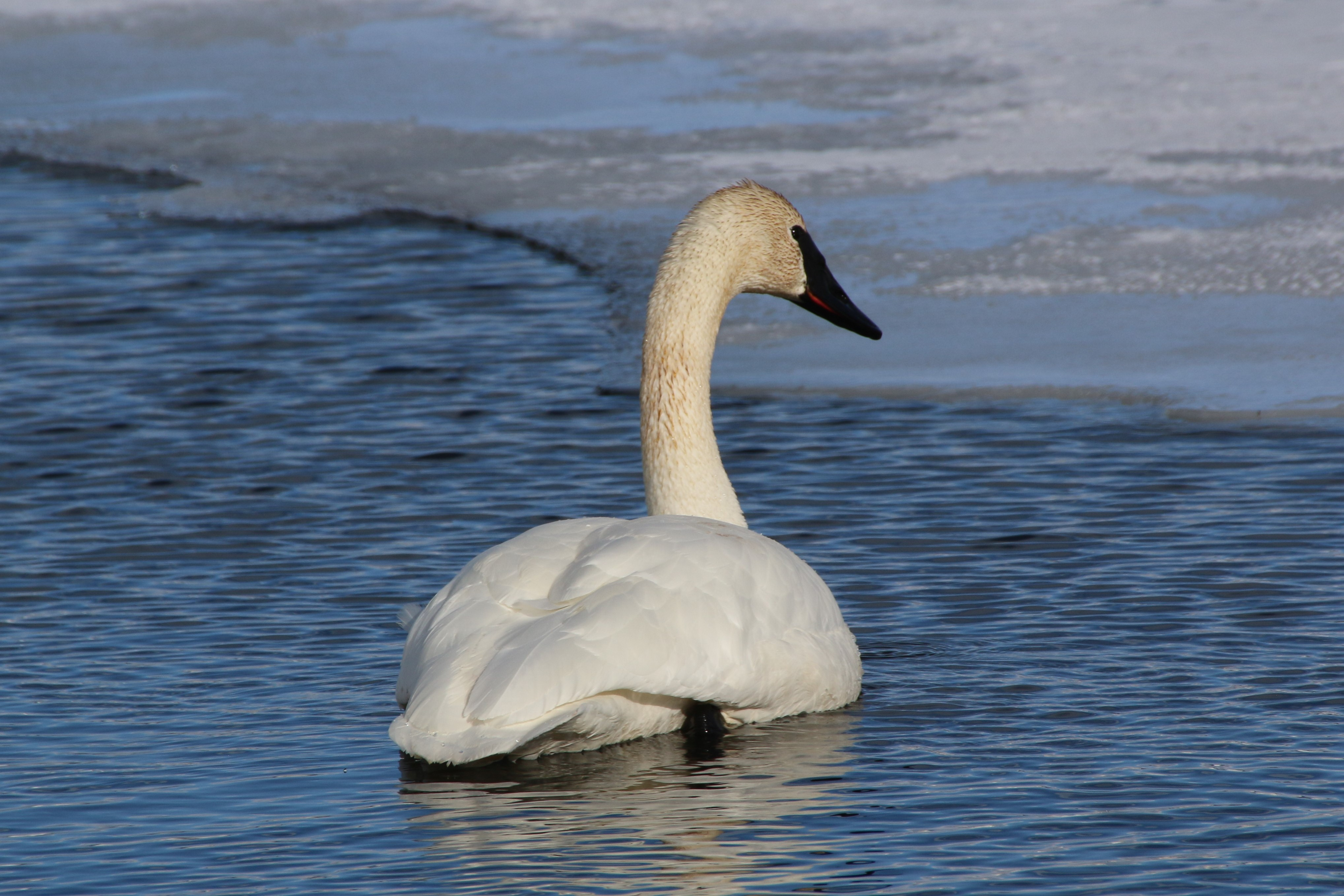
Trompeterschwan (Cygnus buccinator)

## Öffentliche Nutzung

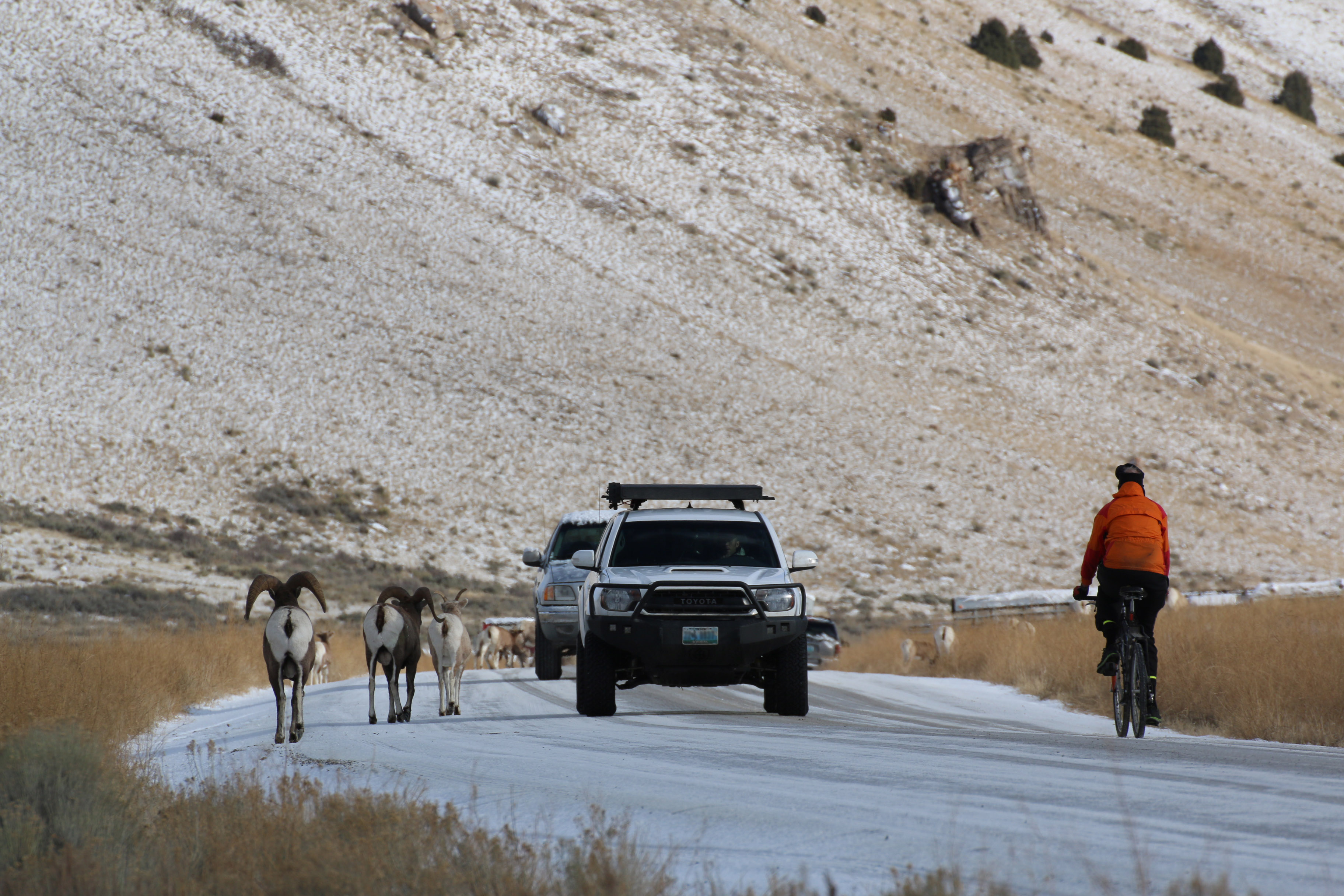
Verkehr auf der National Elk Refuge Road

Heutzutage wird das National Elk Refuge von Menschen für Freizeitaktivitäten wie Jagen, Angeln, Fotografieren, Wildtierbeobachtung sowie Umweltbildungsmöglichkeiten genutzt. Von Bedeutung sind ebenfalls das Wildtiermanagement, kulturelle Zeremonien, Habitatmanagement, wissenschaftliche Forschung und andere öffentliche Nutzungen, die mit dem Zweck des Refugiums vereinbar sind. Mit dem National Elk Refuge & Greater Yellowstone Visitor Center befindet sich am nördlichen Stadtausgang von Jackson ein Besucherzentrum. Über den U.S. Highway 26/89/191 im Westen sowie die National Elk Refuge Road im Osten ist das Schutzgebiet an das öffentliche Straßennetz angeschlossen.

### Aktivitäten

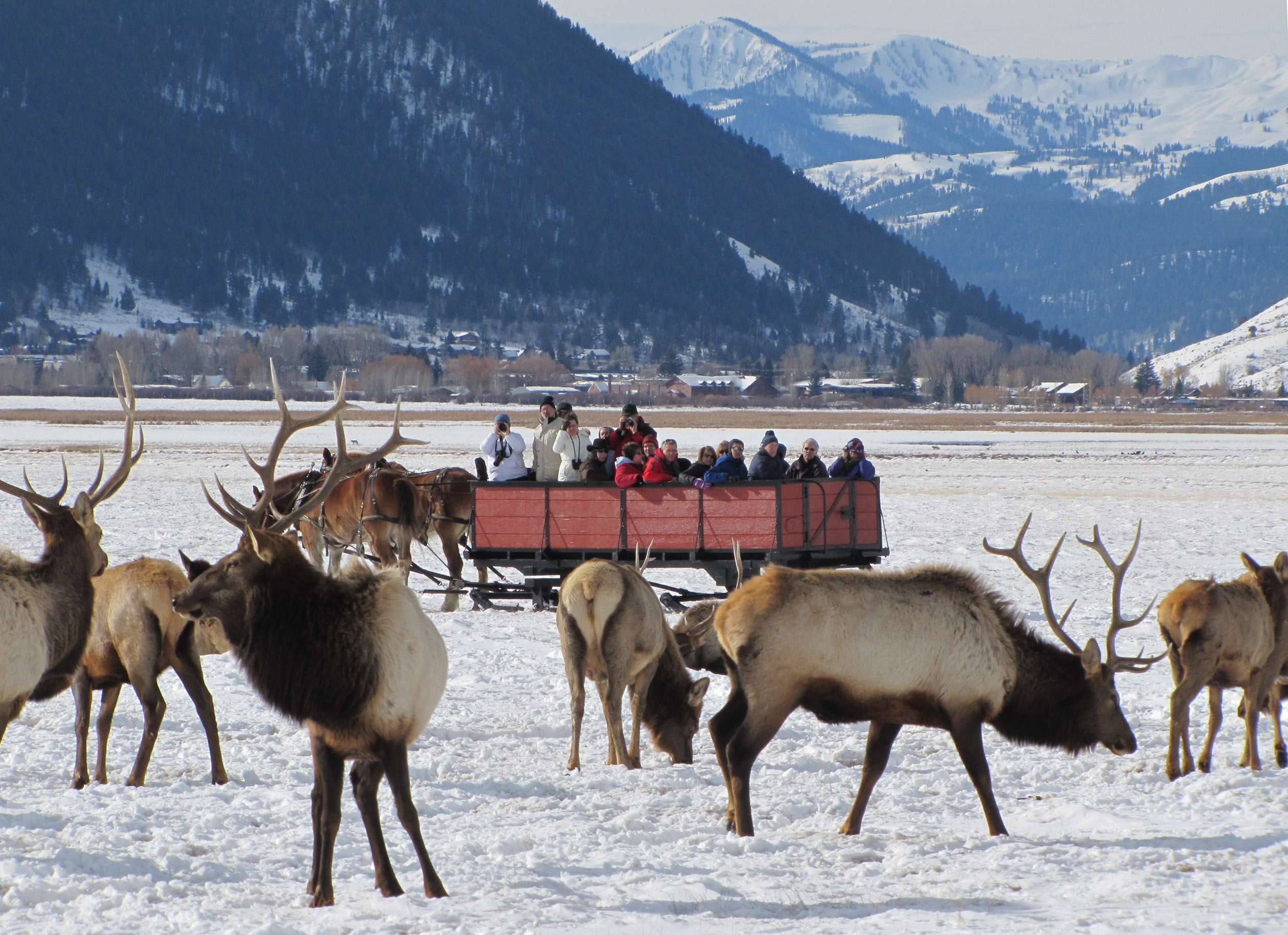
Wildlife Watching mittels Schlittenfahrten im Winter

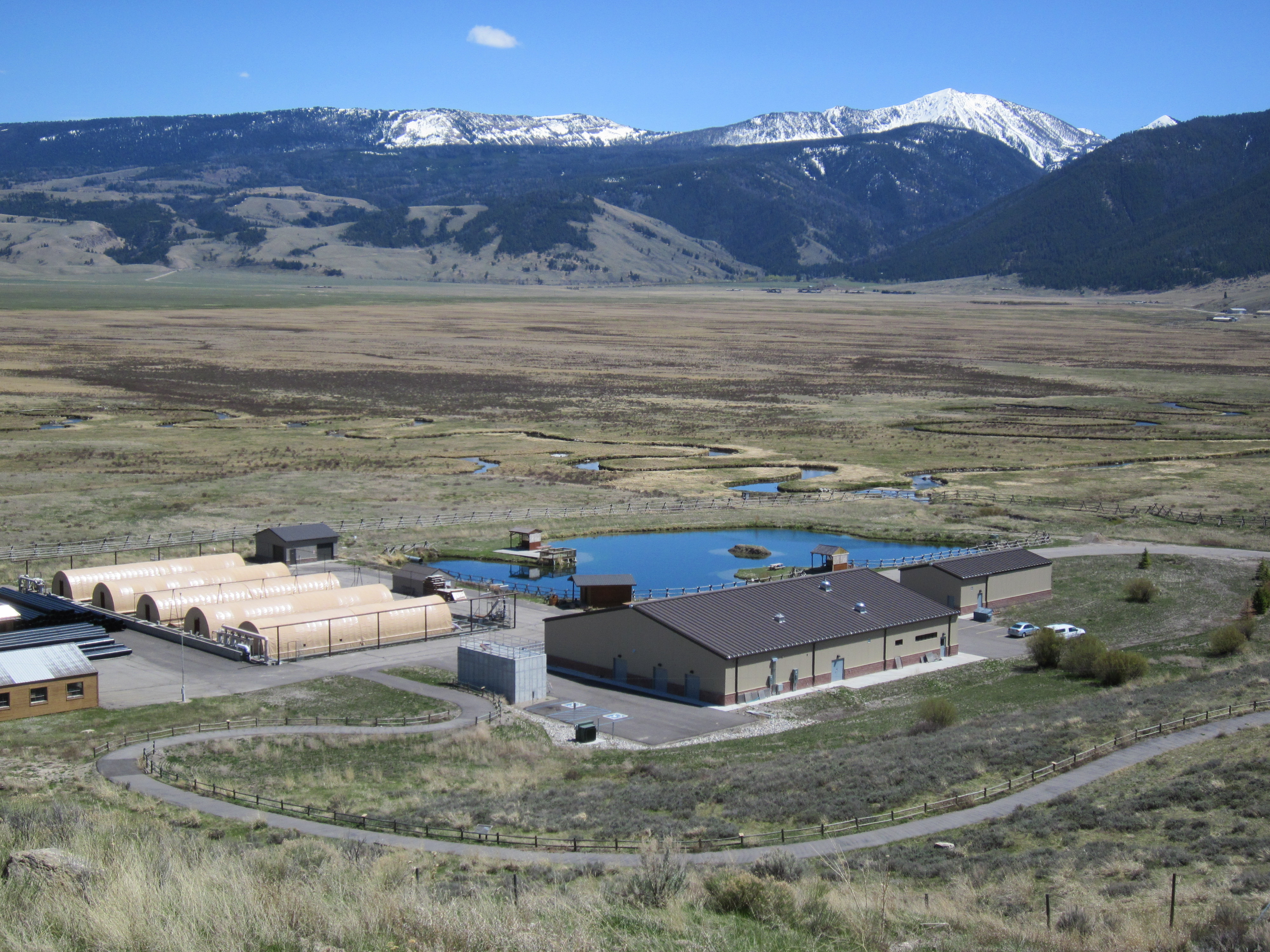
Die Jackson National Fish Hatchery vor den Bergen der Gros Ventre Range

Radfahren, Wandern und Vogelbeobachtungen (Birding) entlang des asphaltierten Multi-Use Pathway, der die Stadt Jackson mit dem Grand-Teton-Nationalpark verbindet, sind beliebte Sommeraktivitäten. Der Besuch der historischen Grace and Robert Miller Ranch sowie des Besucherzentrums bieten hervorragende Möglichkeiten, sich mit der Gegend vertraut zu machen. Das Schutzgebiet ist landesweit als Ort zur Beobachtung überwinternder Wapitis, Dickhornschafe, Trompeterschwäne und Weißkopfseeadler bekannt. In den Wintermonaten sind zudem vor allem Fahrten mit Pferdeschlitten sowie Wildtierbeobachtung entlang der National Elk Refuge Road im Südosten des Parks beliebt. Im Schutzgebiet ist das Jagen von Wapiti, Bison, Gabelbock und Weißwedelhirsch mit amtlicher Genehmigung gestattet. Das Fischen ist in Gros Ventre River, Upper Flat Creek, Lower Flat Creek und Nowlin Creek in gekennzeichneten Bereichen während der Sommermonate sowie ganzjährig im Fish Hatchery Pond der Jackson National Fish Hatchery möglich.

## Jackson National Fish Hatchery
Mit der Jackson National Fish Hatchery befindet sich auch eine Fischfarm innerhalb der Grenzen des National Elk Refuge, die ebenfalls vom United States Fish and Wildlife Service verwaltet wird. Sie befindet sich im westlichen Teil des Parks, unweit des U.S. Highway 26/89/191 und produziert Fisch für ein rund 47.000 km² großes Verteilungsgebiet in Wyoming und Idaho. Die Fischfarm züchtet dabei lediglich die Snake-River-Fine-Spotted-Cutthroat-Forelle (Oncoryhnchus clarki behnkei). Jährlich werden in der Jackson National Fish Hatchery rund 400.000 Forellen gezüchtet.

## Bedeutung
Das National Elk Refuge liegt auf einer niedrigeren Höhe und hat ein deutliches milderes Klima als der Rest des Größeren Yellowstone-Ökosystems. Aus diesem Grund wandert eine Großzahl an Tieren im Winter in das Tal. Der größte Teil des Gebiets ist von November bis März schneebedeckt. Auf Schneefälle folgen sonnige Tage, an denen ein Teil des Schnees vorübergehend schmilzt. Die nach Süden ausgerichteten Hänge sind die meiste Zeit des Winters schneefrei.
Die Wapitis überleben die harten Winter in Jackson Hole dank eines Fütterungsprogramms des United States Fish and Wildlife Service und eines auf Lotterie basierenden, legalen Jagdprogramms. Die Wapitis haben Geweihe, die jedes Jahr abgeworfen werden und von den Boy Scouts of America bereits seit 1968 mit Genehmigung eingesammelt werden. Die Geweihe werden beim jährlich abgehaltenen Elk Festival am Town Square in Jackson verkauft, unter der Vereinbarung, dass 75 % des Erlöses an das National Elk Refuge zurückgegeben werden. Der Erlös wird zur Bewässerung verwendet, um eine maximale natürliche Nahrungsversorgung aufrechtzuerhalten. Jedes Jahr werden 4500 bis 5000 kg an Geweihen versteigert. Die Wertsteigerung hat zu einem entsprechenden Anstieg in Geweihdiebstahl geführt, und bei der Auktion im Jahr 2022 wurde ein neuer Rekordpreis von 22,53 $ pro Pfund erzielt.
Die Miller Cabin sowie die Grace and Robert Miller Ranch, beide im südöstlichen Teil des National Elk Refuge gelegen, sind im National Register of Historic Places eingetragen.

## Galerie

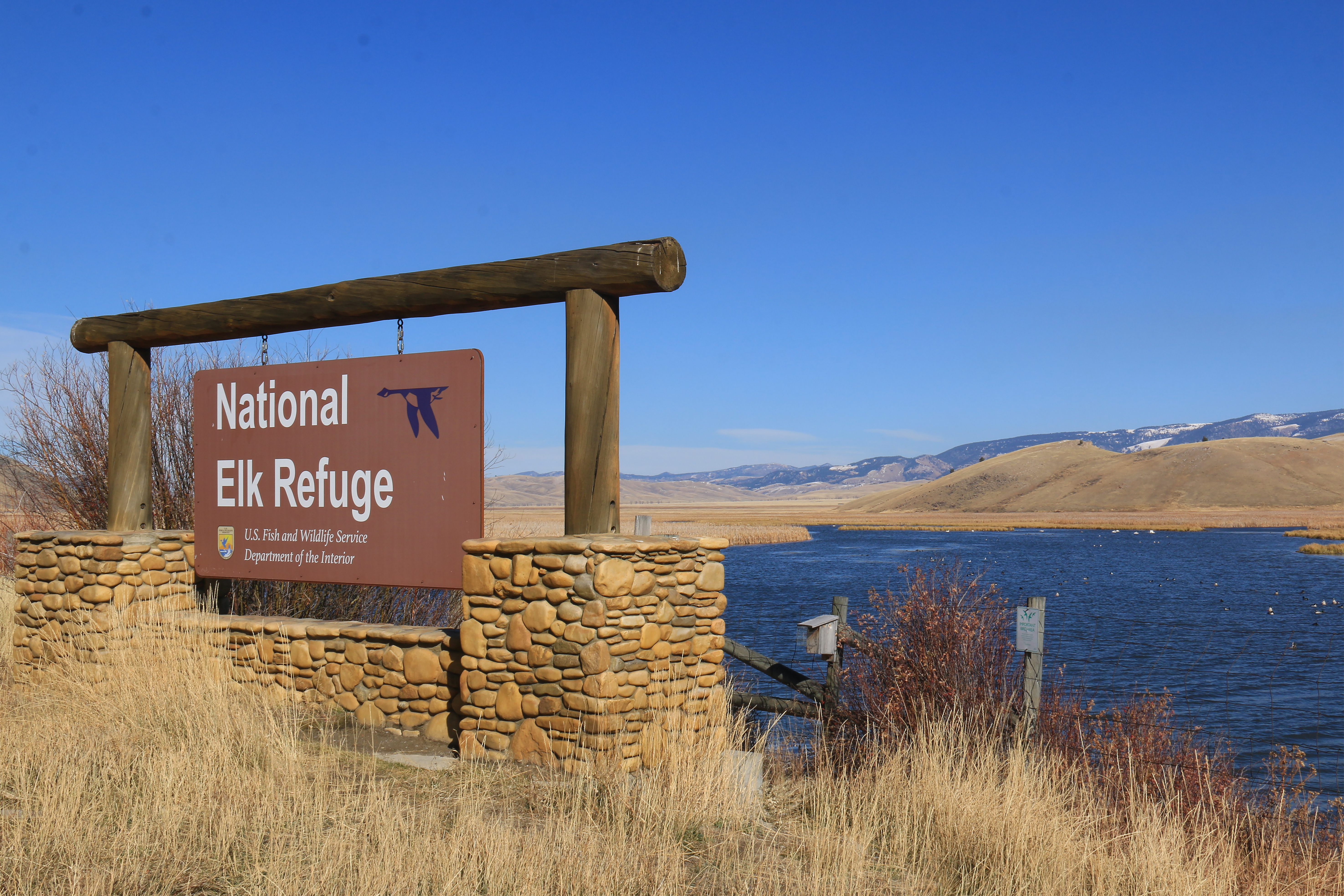
Eingangsschild zum National Elk Refuge mit dem Feuchtgebiet des Flat Creek im Hintergrund
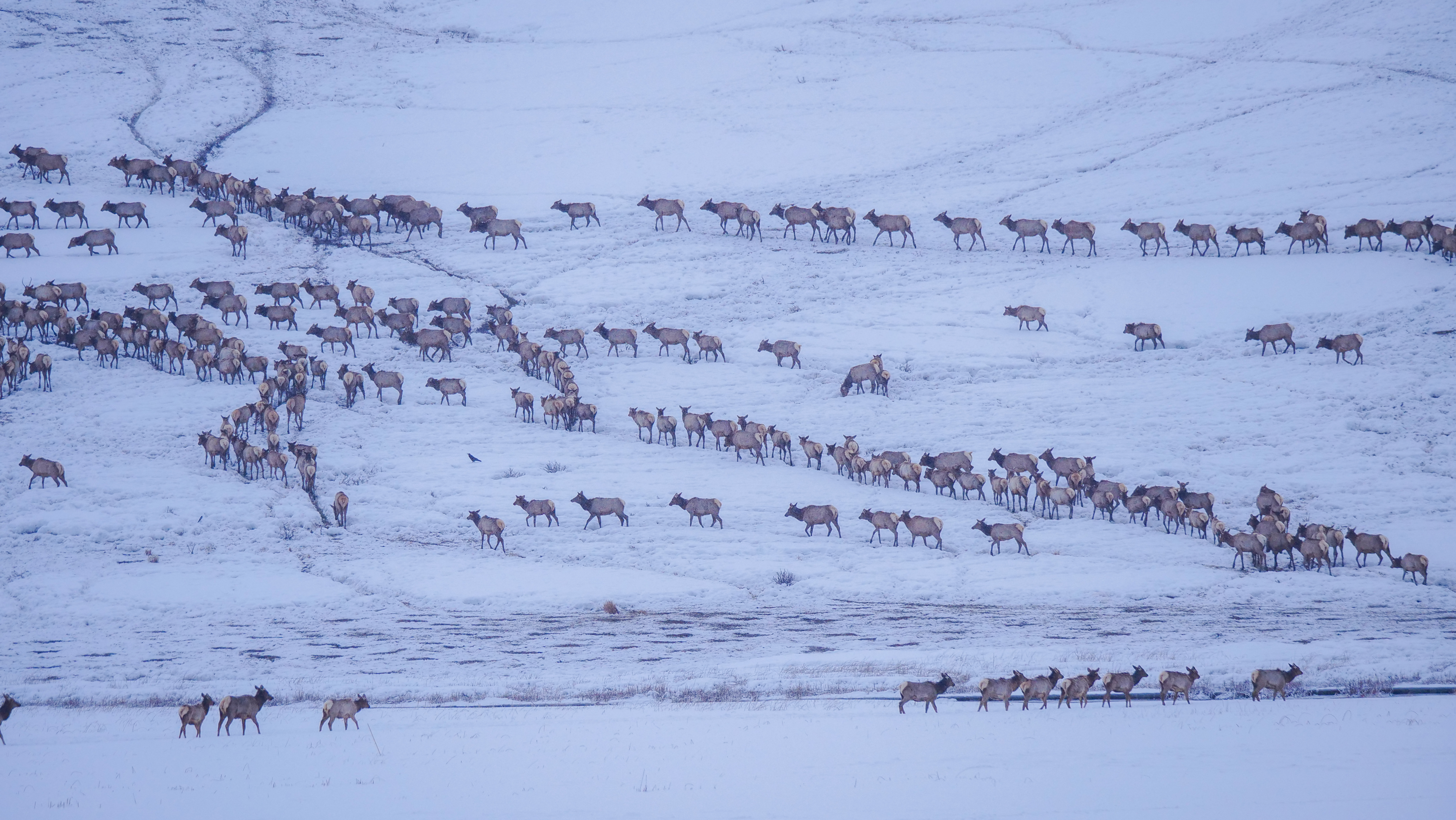
Wapitiherde im Winter
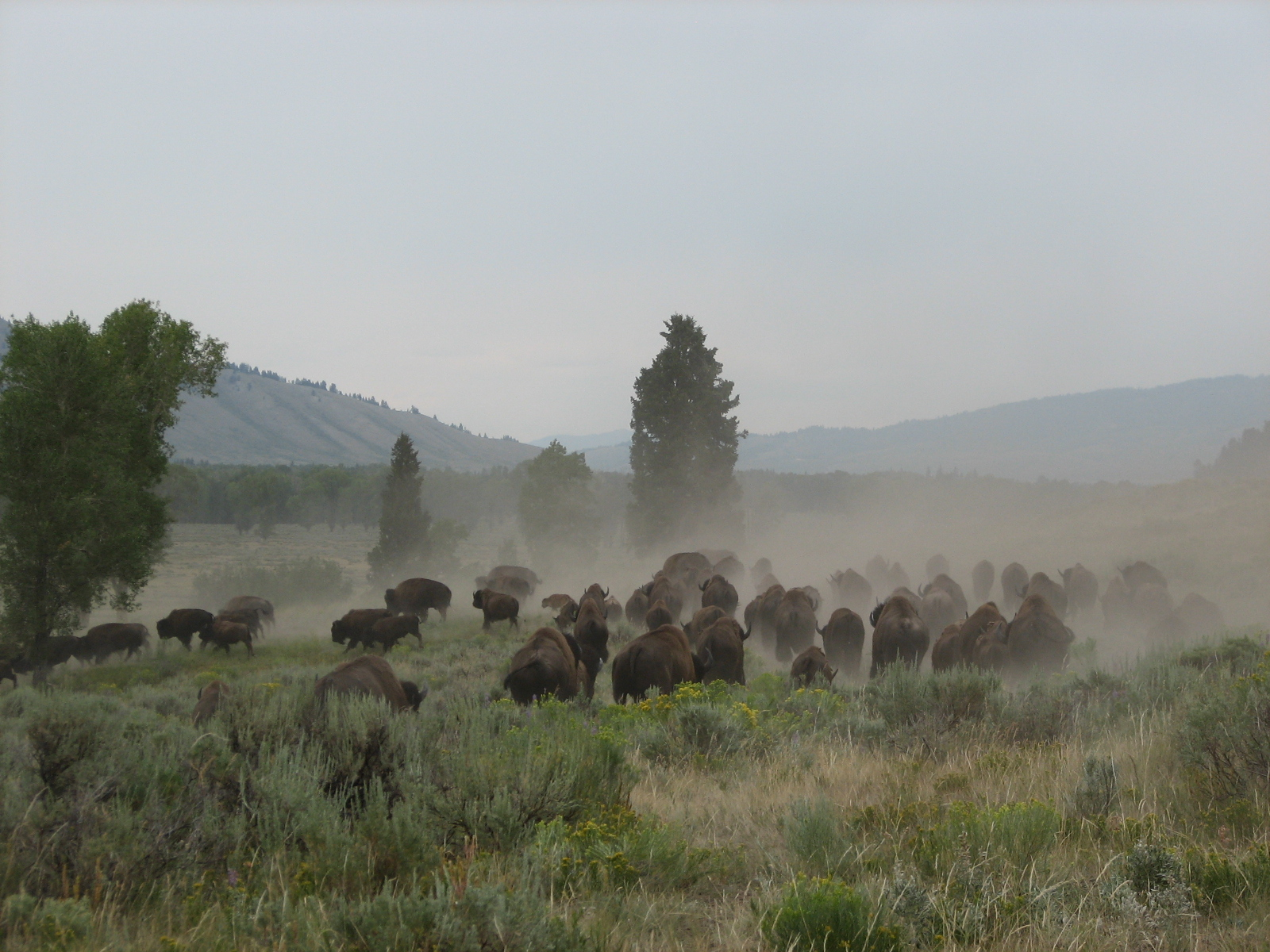
Bisonherde im National Elk Refuge
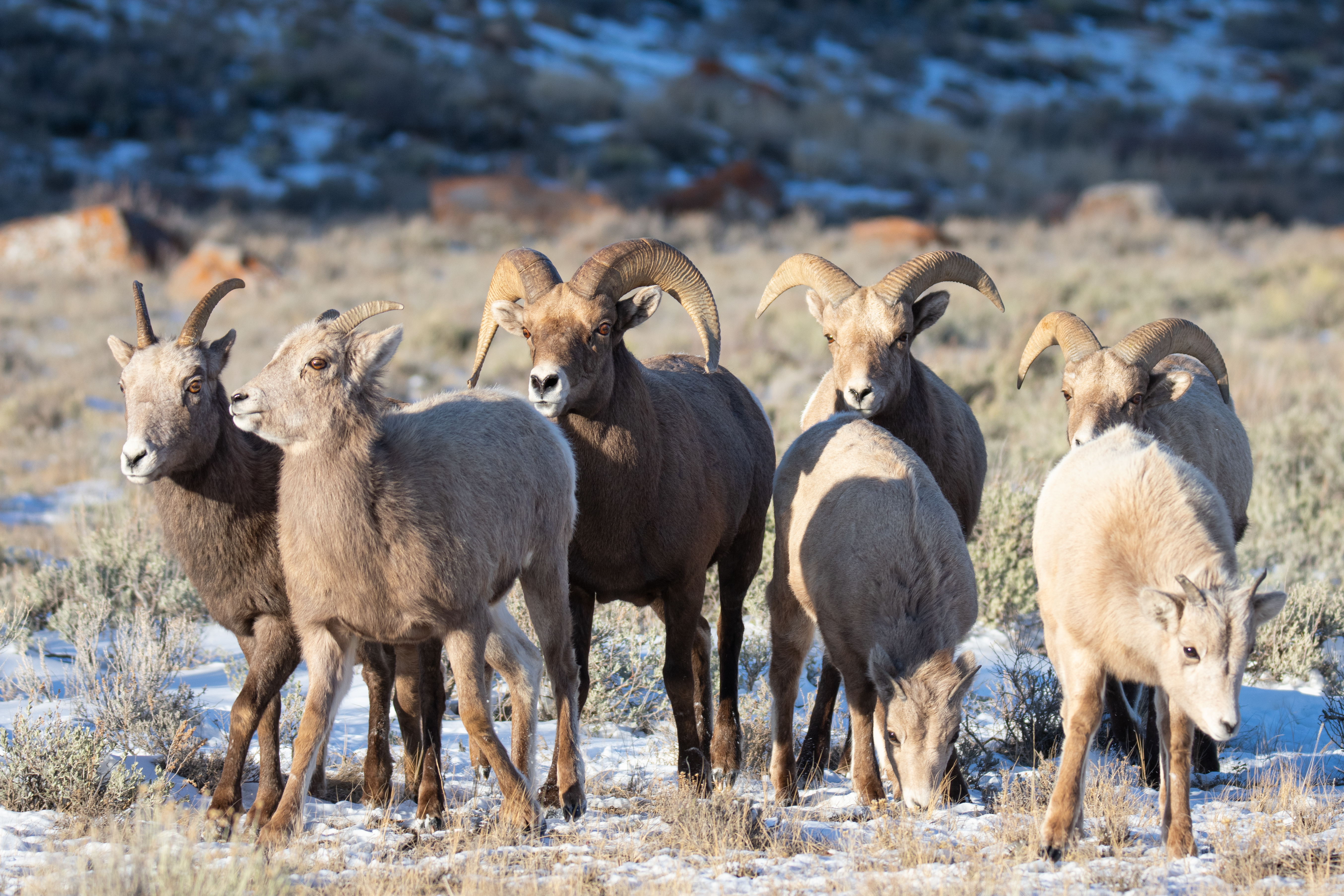
Dickhornschafe im Refugium
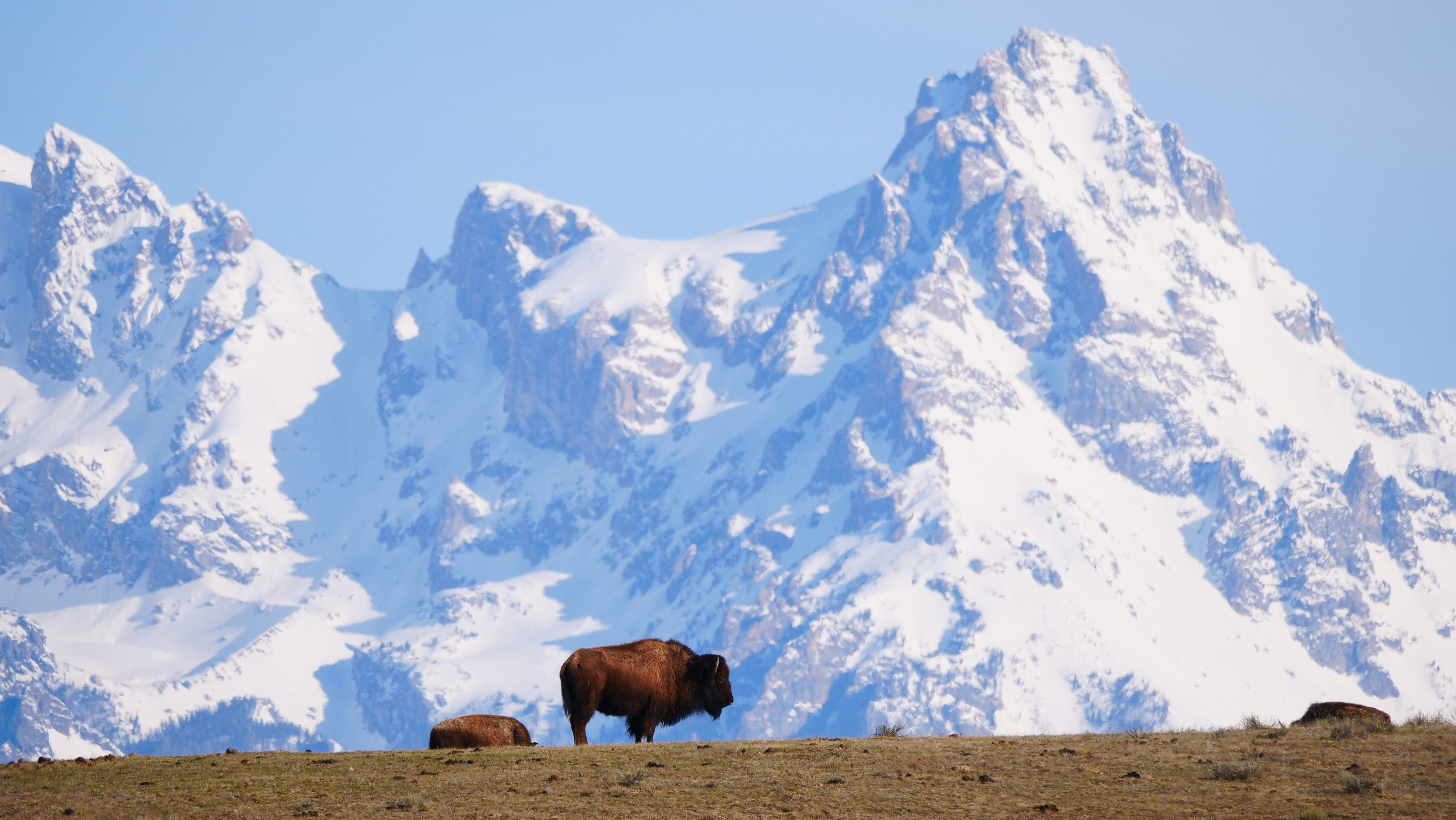
Bison vor dem Grand Teton
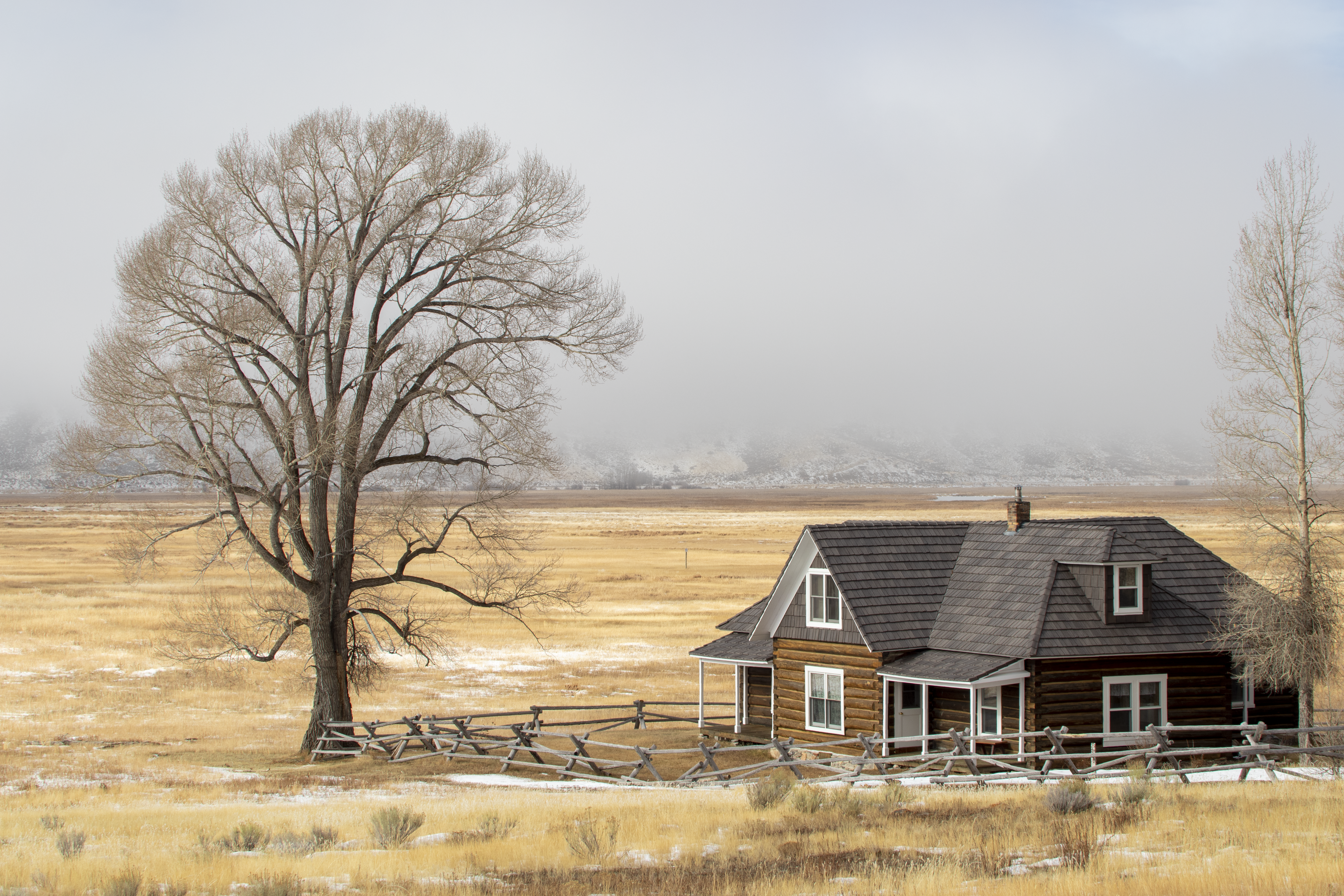
Die Miller Cabin im Schutzgebiet